# Liman du Tylihoul
Le liman de Tylihoul ou estuaire de Tylihoul, ukrainien : Тилігульський лиман, est un liman d'Ukraine qui communique par le canal de Tylihoul avec la mer Noire dont il est séparé par un cordon littoral et est prolongé par la flèche de Split. Il est alimenté par la Tylihoul, la Tsareha, la Balaï (rivière). c'est un site RAmsar et WDPA.

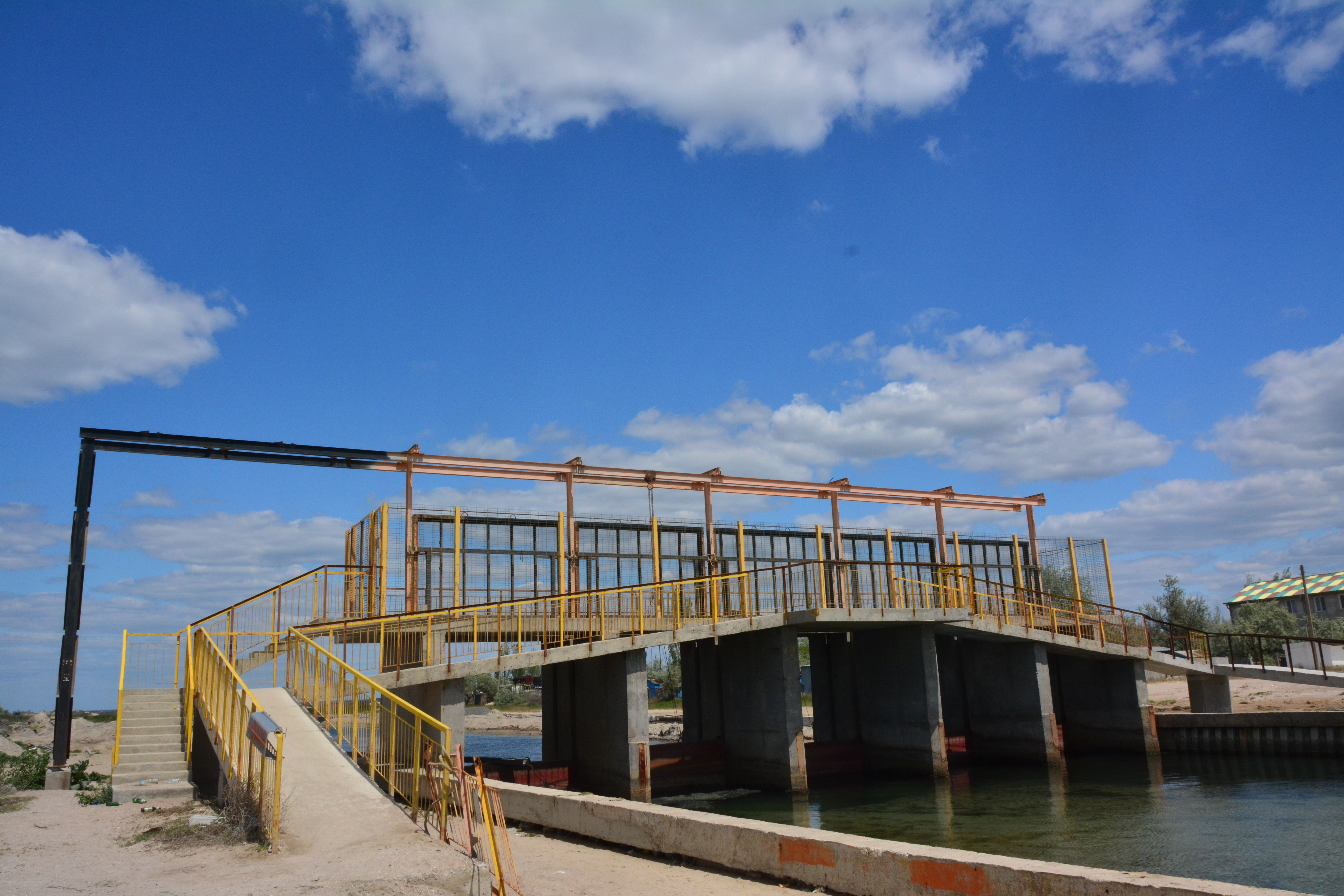
Le canal.
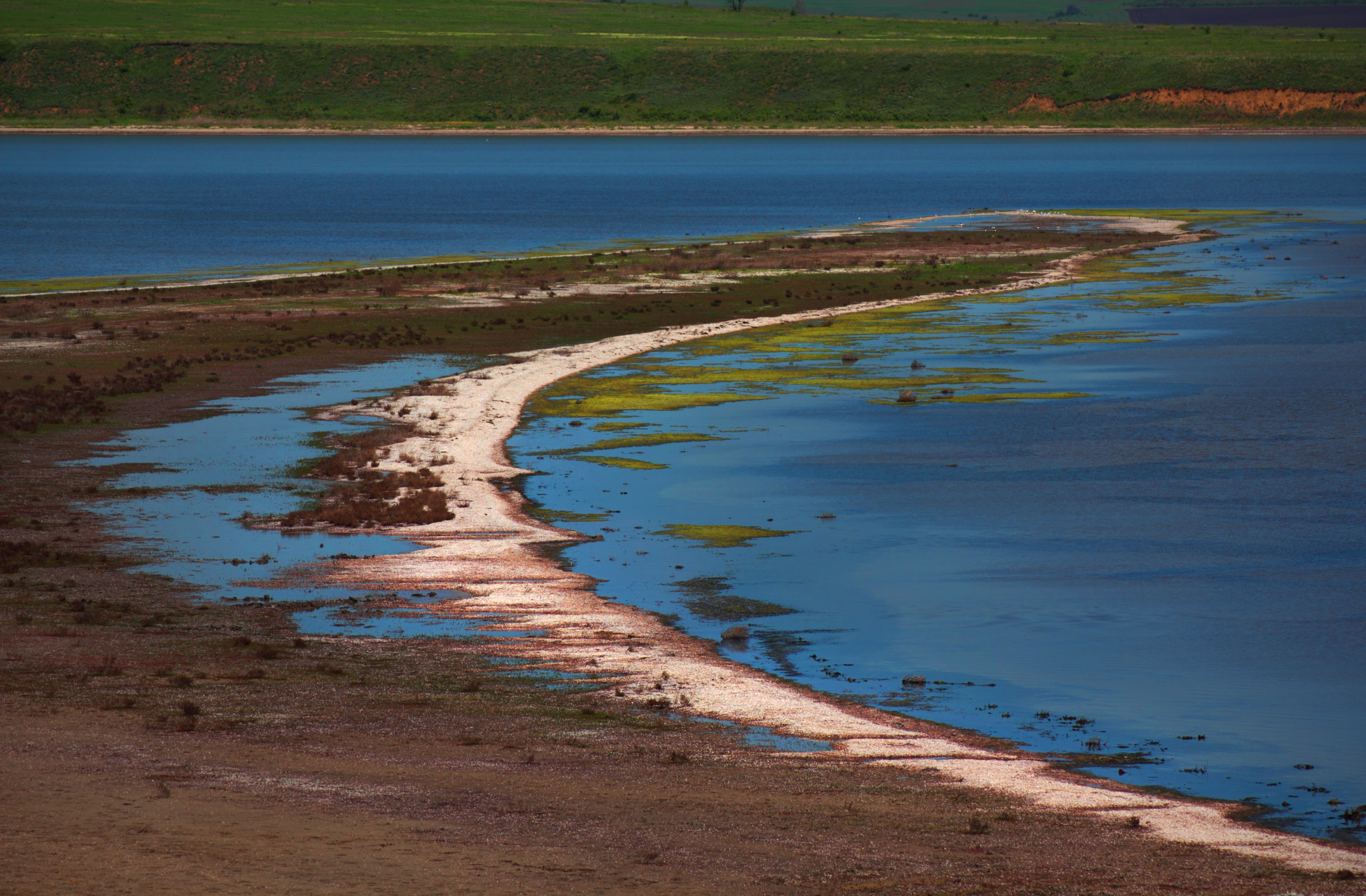
La flèche classée[3],
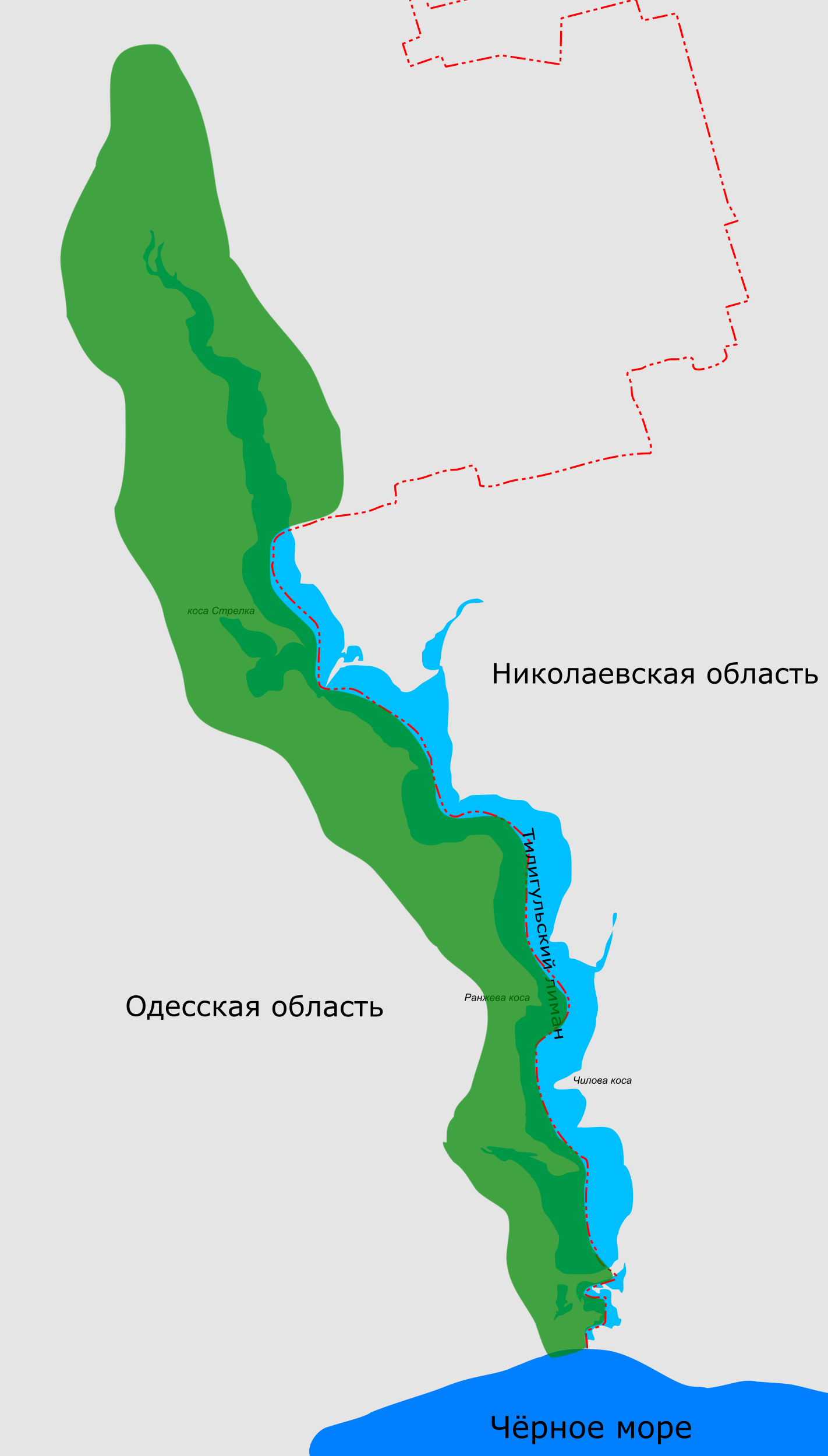
sur une carte